# Igor Zubeldia
Igor Zubeldia Elorza (ur. 30 marca 1997 w Azkoitia) – hiszpański piłkarz występujący na pozycji pomocnika w Realu Sociedad.